# Cleptocaccobius viridicollis
Cleptocaccobius viridicollis är en skalbaggsart som beskrevs av Fahraeus 1857. Cleptocaccobius viridicollis ingår i släktet Cleptocaccobius och familjen bladhorningar. Inga underarter finns listade i Catalogue of Life.